# Hilmi Sözer
Hilmi Sözer (* 9. März 1970 in Çubuk, Ankara) ist ein deutsch-türkischer Schauspieler und Komiker.

## Biografie
Sözer wurde in der Nähe von Ankara geboren, wuchs in Kempen-Tönisberg auf und lebte dort bis zum Abitur 1990. Danach folgte der Beginn des Studiums in Duisburg sowie der Wohnortwechsel nach Duisburg-Marxloh. Mittlerweile lebt er in Köln-Ehrenfeld. Er spielte unter anderem in Tom Gerhardts Komödien Voll normaaal (1994) und Ballermann 6 (1997), gab Robert Schneiders Monolog Dreck, spielte dann in Bully Herbigs Schuh des Manitu (2000), für den er eine Auszeichnung erhielt, und in Lars Beckers Kriminalfilm Kanak Attack (2000).
Den ersten Kontakt zur Schauspielerei bekam er durch ein Theaterstück zum Thema Rassismus: Das Stück Ab in den Orient Express wurde von der Theater-AG des Julius-Stursberg-Gymnasiums in Neukirchen-Vluyn aufgeführt und Sözer spielte darin eine Hauptrolle. Nach mehreren Auftritten in weiteren Stücken fand er schließlich den Weg zum Film, ohne eine Schauspielschule besucht zu haben.
Bekannt wurde Sözer vor allem durch die Filme zusammen mit Tom Gerhardt und Bully Herbig und war darüber hinaus in Filmen wie dem Roadmovie Auslandstournee (2000) und der mit einem Grimme-Preis ausgezeichneten Fernsehkomödie Meine verrückte türkische Hochzeit (2005) zu sehen. 2007 wirkte Sözer in der umstrittenen Tatort-Folge Wem Ehre gebührt mit.
2008 war Sözer in Christian Petzolds Jerichow zu sehen. Das Drama handelt von einem aus Afghanistan zurückkehrenden Soldaten, der sich auf eine Affäre mit einer verheirateten Frau einlässt. Der Film mit Benno Fürmann und Nina Hoss in weiteren Rollen erhielt eine Einladung in den Wettbewerb der 65. Filmfestspiele von Venedig 2008.
Im Jahr 2009 spielte Sözer im Altonaer Theater in Hamburg in dem Stück Schillers sämtliche Werke… leicht gekürzt mit. 2011 war er in der zweiten Voll normaaal-Fortsetzung Die Superbullen auf der Kinoleinwand und in der Hauptrolle von Stefan Kornatz’ Fernsehfilm Das Ende einer Maus ist der Anfang einer Katze zu sehen.

## Filmografie
- 1994: Tod auf Halde
- 1994: Voll normaaal
- 1997: 2 1/2 Minuten
- 1997: Ballermann 6
- 1997: Das erste Semester
- 1998: Die Bademeister – Weiber, saufen, Leben retten
- 1998: Zugvögel … Einmal nach Inari
- 1999: Bang Boom Bang – Ein todsicheres Ding
- 1999: ’Ne günstige Gelegenheit
- 1999: Südsee, eigene Insel
- 2000: Auslandstournee
- 2000: Das Phantom
- 2000: Kanak Attack
- 2000: Die Verwegene
- 2000: Sind denn alle netten Männer schwul? (Regie: Sibylle Tafel)
- 2001: Der Schuh des Manitu
- 2002: Was nicht passt, wird passend gemacht
- 2002: Alles getürkt
- 2002: Elefantenherz
- 2003: Pura Vida Ibiza
- 2004: Drei gegen Troja
- 2004: 7 Zwerge – Männer allein im Wald
- 2004: Süperseks
- 2004: Germanikus
- 2005: Meine verrückte türkische Hochzeit
- 2005: Playa del Futuro
- 2005: Zeit der Wünsche
- 2006: Alles bleibt anders
- 2006: Blackout – Die Erinnerung ist tödlich
- 2007: Vollidiot
- 2007: Tatort – Wem Ehre gebührt
- 2008: Jerichow
- 2008: Zwei Zivis zum Knutschen
- 2008: Zerplatzte Lebensträume
- 2008: Die Rote Zora
- 2008: Die dunkle Seite
- 2009: Ein Mann, ein Fjord!
- 2011: Die Superbullen
- 2011: Das Ende einer Maus ist der Anfang einer Katze
- 2015: Hördur – Zwischen den Welten
- 2016: Der Hodscha und die Piepenkötter
- 2016: Die Geschwister
- 2016: SOKO Köln (Fernsehserie, zwei Folgen)
- 2018: Sandstern
- 2020: Die Wolf-Gäng
- 2020: Es ist zu deinem Besten
- 2020: Der Kriminalist (Fernsehserie, Folge Freunde von früher)
- 2020: Die Kanzlei (Fernsehserie, Folge  Gegen alle Vernunft)
- 2022: Süßer Rausch (2-teiliger Fernsehfilm)